# Рико-Гвалдо (Форли-Чезена)
Рико-Гвалдо (итал. Ricò-Gualdo) је насеље у Италији у округу Форли-Чезена, региону Емилија-Ромања.
Према процени из 2011. у насељу је живело 444 становника. Насеље се налази на надморској висини од 86 м.